# Isla Dadan
Isla Dadan (en chino simplificado:  大胆岛; en chino tradicional: 大膽島) se encuentra a unos 12.000 m (7,5 millas) al suroeste de Pequeña Kinmen y aproximadamente a 4.400 m (14.400 pies) de Xiamen. La República de China (Taiwán), tiene el control sobre la isla y la administra dentro del Condado de Kinmen. Después de 1949 la isla de Dadan por lo general se convirtió en un frente de batalla de varios conflictos en el Estrecho de Taiwán entre el Ejército de China Continental y las Fuerzas Armadas de Taiwán.
La superficie total de la isla Dadan es de 0,97 km² (0,37 millas cuadradas). La parte norte y sur de la isla son más elevadas que la zona central que contiene una playa de arena. La elevación más alta de la isla alcanza los 92 m (302 pies)